# 打噴嚏 (電影)
《打噴嚏》（中國大陸片名為《不倒俠》）改編自臺灣作家九把刀的小說《打噴嚏》。此片原訂2014年10月31日上映，但因後製尚未完成，另因吸毒事件影響，以致上映延期。歷經3年延期後，官方於2017年10月宣布同年12月15日中國大陸上映，但最終還是未能上映，持續延期。2020年，九把刀宣布電影版權已經處理完畢，原訂將在年中上映，但又因2019冠狀病毒病全球各地疫情而決定再次順延。台灣7月15日上映。

## 劇情
從小在孤兒院長大的王義智，遇見了會疼惜他、照顧他的莊心心，兩人培養深厚的情感，心心姐姐也成為義智心中最牽掛的人，只要義智想她，她就會打噴嚏。長大後，心心離開孤兒院到城市工作，義智下定決心要成為心心喜歡的「勇敢的男生」，於是開始苦練拳击。藉由對心心的愛與執著，義智在擂臺上屢戰屢起，獲得了「不倒俠」的封號。此時，邪惡的居爾博士策劃著巨大的陰謀，當心心姐姐陷入危險，王義智終於明白自己存在的意義，他永遠不能成為超級英雄，但他永遠是心心姐姐的專屬超人。

## 角色
| 演員                | 角色                | 介紹                                                               |
| ------------------- | ------------------- | ------------------------------------------------------------------ |
| 柯震東 幼年：蘇品杰 | 王義智              | 屢戰屢敗的拳手，總是咬牙撐到第九回合，卻成為觀眾心中的「不倒俠」。 |
| 林依晨 幼年：王子涵 | 莊心心 （心心姐姐） | 孤兒院裡的孩子王。富有正義感又愛笑，所以孩子們都喜歡和她在一起。   |
| 王大陸 幼年：李帛倫 | 葉建漢              | 是義智形影不離的好友。                                             |
| 張曉龍              | 梁宇軒 （音波俠）   | 當代的超級英雄，真實身分是個電腦工程師。                           |
| 吳建豪              | 居爾博士            | 宇宙最邪惡的反派。                                                 |
| 叶子淇              | 可洛                |                                                                    |
| 徐子珊              | 拳館老闆布魯斯      |                                                                    |

### 客串演員
| 演員   | 角色           |
| ------ | -------------- |
| 徐乃麟 | 拳王決賽主持人 |
| 古天樂 | 閃電怪客       |
| 劉冠廷 | 拳館小弟       |
| 周亭羽 | 主播、特約記者 |
| 王欣怡 | 主播           |

## 工作人員
- 出品人：
- 製片人：
- 監製：柴智屏、九把刀
- 執行監製：鄭劍鋒
- 製片總監：柯泓志
- 製片統籌：楊旭奮
- 導演：柯孟融、戚家基
- 編劇：九把刀
- 攝影指導：車亮逸
- 美術指導：鄭嘉偉
- 造型總監：張叔平
- 造型設計：張世傑
- 動作指導：張鵬
- 錄音：陳維良
- 剪接：李棟全
- 特效指導：羅偉豪
- 製作公司：群星瑞智國際藝能有限公司、威視電影、居爾一拳有限公司

## 獎項
| 類別         | 頒獎日期       | 獎項         | 名字 | 結果 | 參考 |
| ------------ | -------------- | ------------ | ---- | ---- | ---- |
| 第57屆金馬獎 | 2020年11月21日 | 最佳動作設計 | 張鵬 | 提名 |      |

## 外部連結
- 打噴嚏的Facebook專頁
- YouTube上的打噴嚏
- 互联网电影数据库（IMDb）上《打噴嚏》的资料（英文）
- 開眼電影網上《打噴嚏》的資料（繁體中文）
- Yahoo奇摩電影上《打噴嚏》的資料（繁體中文）
- 时光网上《打噴嚏》的資料（简体中文）
- 豆瓣电影上《打噴嚏》的資料 （简体中文）
- 香港影庫上《打噴嚏》的資料（繁體中文）
- 台灣電影網上《打噴嚏》的資料（繁體中文）